# Castelo Ashintully
O Castelo Ashintully (em língua inglesa Ashintully Castle) é um castelo localizado em Kirkmichael, Perth and Kinross, Escócia.
O castelo foi protegido na categoria B do listed building, em 5 de outubro de 1971.